# Aïn Séfra (distrito)
Aïn Séfra é um distrito localizado na província de Naâma, Argélia, e cuja capital é a cidade de mesmo nome.[carece de fontes?]

## Comunas
O distrito está dividido em duas comunas:
- Aïn Séfra
- Tiout